# 末柄里恵
末柄 里恵（すえがら りえ、1990年1月8日 - ）は、日本の女性声優。賢プロダクション所属。神奈川県出身。

## 略歴
2010年、アミューズメントメディア総合学院を卒業。その後、賢プロダクション付属養成所のスクールデュオ（第12期生）を経て、2012年4月より賢プロダクションに所属。
2013年、ゲーム『アイドルマスター ミリオンライブ!』に、自身初の役名のあるキャラクターである豊川風花役で出演。さらに同年9月、テレビアニメ『DIABOLIK LOVERS』の小森ユイ役で初主演を務めた。
2014年、自主制作ユニット「まるきどすえわら」を結成。メンバーは事務所の同期である丸山有香、古城門志帆、末柄、小笠原早紀の4名で、2017年より小笠原以外の3名で活動中。結成以来、Webラジオ、公開録音、朗読劇、歌唱、ドラマCDなどの販売といった様々な活動を行っている。
2020年、個人的なインターネット生放送を2つ開始。ツイキャスではトーク配信、YouTubeではゲーム配信を不定期に行っている。

## 人物
特技は歌、ソフトテニス。趣味は謎解き、ディズニーに行くこと、トランプ投げ。
また、脱出ゲーム、ボードゲーム、ディズニー好きでもある。
脱出ゲームには、『アイドルマスター ミリオンライブ!』の共演者である山崎はるか、近藤唯、高橋未奈美、愛美、駒形友梨ほか多数とよく行っている。
ボードゲームは上記の声優仲間に加え、桐谷蝶々、野村香菜子ほかとよく遊んでおり、ゲームマーケットに行ったり、徹夜でボードゲームを遊ぶ会を開いたりするほどである。対人型のボードゲームよりも、「ミステリウム」などの協力型を好む。しかし、「ベストアクト」などの思わず笑ってしまうような対人ゲームも好きとのこと。
ディズニーは年間パスポート持ちであり、これまで紹介してきた声優ほか多数と定期的に訪れている。自身の誕生日に郁原ゆうと一緒に行ったり、ミッキーとミニーの誕生日当日などに一人で行ったりもする。
愛称の「すーじー」は専門学校時代に友人が「なんかすーじーぽいよね」と特に理由もなく命名。
後にその友人から、末柄の「S」と柄(Gara)の「G」で「すーじー」という理由で後付け設定された
。

## 出演
太字はメインキャラクター。

### テレビアニメ
2013年
- DIABOLIK LOVERS（2013年 - 2015年、小森ユイ） - 2シリーズ

2014年
- 牙狼〈GARO〉-炎の刻印-
- 少年ハリウッド（女性）
- ソードアート・オンラインII（アナウンサー、受付）
- ハイキュー!!（2014年 - 2016年、生徒C、烏野女子A、烏野女子B、鳥野バレー部女子） - 3シリーズ / 2017年に総集編『コンセプトの戦い』劇場上映
- パックワールド（フーフィーフー、女性A、ゴースト）
- 魔法科高校の劣等生（観客）
- RAIL WARS!（子供、迷子、スマホ音声）

2015年
- うたの☆プリンスさまっ♪ マジLOVEレボリューションズ（スタッフ）
- ガンスリンガー ストラトス（子供）
- DOG DAYS''（星の民）
- レーカン!（女の子、幽霊の女、男の子）

2016年
- 境界のRINNE（エリカ）
- 紅殻のパンドラ（社員）
- D.Gray-man HALLOW（テワク）
- ディバインゲート（モルドレッド、アカネの母）
- ブレイブウィッチーズ（雁淵孝美）
- マジきゅんっ!ルネッサンス（女子生徒）
- ラクエンロジック（本部職員、本部職員B）

2017年
- 縁結びの妖狐ちゃん（六耳行者）

2018年
- メルヘン・メドヘン（2018年 - 2019年、土御門静）
- デスマーチからはじまる異世界狂想曲（オーナ）
- 伊藤潤二『コレクション』（富江）
- レイトン ミステリー探偵社 〜カトリーのナゾトキファイル〜（2018年 - 2019年、アンドレア・クイント、映画の女優）
- 百錬の覇王と聖約の戦乙女（フェリシア）
- はるかなレシーブ（トーマス・恵美理）

2019年
- 異世界チート魔術師（ローブの女 / シャルロット）
- 旗揚!けものみち（ひろゆき、アルテナ）

2020年
- 神之塔 -Tower of God-（2020年 - 2024年、エンドロシ・ザハード） - 3シリーズ

2021年
- ワールドウィッチーズ発進しますっ!（雁淵孝美）
- ゲキドル（キャスター）
- デュエル・マスターズ キング!（2021年 - 2022年、ササミ）

2022年
- ぼっち・ざ・ろっく!（後藤美智代）
- 農民関連のスキルばっか上げてたら何故か強くなった。（女〈魔獣〉）

2023年
- この素晴らしい世界に爆焔を!（少女の母）
- ひろがるスカイ!プリキュア（菜摘）
- アイドルマスター ミリオンライブ！（豊川風花）
- 呪術廻戦 懐玉・玉折/渋谷事変（沙織）

2024年
- メカウデ（先生）

2025年
- 妃教育から逃げたい私（マリア）
- Unnamed Memory Act.2（デリラ）

### 劇場アニメ
- 劇場版 マクロスF 恋離飛翼〜サヨナラノツバサ〜（2011年）[2]
- 思い出のマーニー（2014年、女生徒D[2]）

### OVA
- DIABOLIK LOVERS（2015年、小森ユイ[51]） - PlayStation Vita専用ソフト『DIABOLIK LOVERS DARK FATE』アニメイト限定セット付属OAD
- 僕らはみんな河合荘（2015年、女子） - 特別編
- ブレイブウィッチーズ ペテルブルグ大戦略（2017年、雁淵孝美[52]）
- 伊藤潤二『コレクション』 TV未放送エピソード「富江」Part1・2（2018年、富江[53]） - DVD 中巻&下巻特典

### Webアニメ
- 伊藤潤二『マニアック』（2023年、富江[54]）
- 崩壊:スターレイル ショートアニメ（2023年、白珠）

### ゲーム
2013年
- アイドルマスター ミリオンライブ!（2013年 - 2017年、豊川風花）

2014年
- 海賊ファンタジア（聖剣士エイレーネ）
- ガンダムブレイカー2（シーナ、ショップ店員）
- かんぱに☆ガールズ（ノエミ、アンナリーナ、ノーリーン、アイヴィー、アマリア、プルム、クラウディア、イーリス、クレア、メイベル、アレンカ、クラーラ）
- 真・三國無双7 Empires（エディットキャラボイス 女・活発１、女・古風１）
- 闘神都市（シュリ、レベル神 カグヤ、雫）
- Tokyo 7th シスターズ（2014年 - 2021年、川澄シサラ）

2015年
- ウチの姫さまがいちばんカワイイ（怪盗姫 シャ・ノワール）
- 影牢〜トラップガールズ〜（ロゼッタ・パンプキンマスク、マリッサ・クラーケン、ヴェロニカ・スパイダーネット、ウーナ・ヘルファイアー）
- クローバー図書館の住人たちII（幸葉）
- ザクセスヘブン（朱善寺真愛、千藤磨里香）
- Diss World（プロメテウス）
- 刻のイシュタリア（ミキストリ、ツララ、アリエス、パラケルスス、カリオペ、アンテロース、レッドクイーン）
- ミリ姫大戦（スヴェンソン、ジロー）

2016年
- ガンダムブレイカー3（ドロシー）
- グランドサマナーズ（リリー）
- グランブルーファンタジー（ルトニー）
- 幻獣契約クリプトラクト（メルセスカ、アデルライト）
- 三國志13
- フィギュアヘッズ（サロメ）
- ブレイブソード×ブレイズソウル（バールのようなもの、バールのようなもの神殺、アリュメット＝モア、ティンダロスの猟犬、雪月花）
- モンスター娘のいる日常オンライン（ベル、ハクト）
- 宿星のディストピア

2017年
- ドラゴンジェネシス -聖戦の絆-（黄龍）
- ららマジ（橘レイナ）
- アイドルマスター ミリオンライブ! シアターデイズ（2017年 - 2024年、豊川風花）
- レイトン ミステリージャーニー カトリーエイルと大富豪の陰謀（アンドレア・クイント、映画の女優）
- 誰ガ為のアルケミスト（フェイリン）
- 神撃のバハムート（レトラフィア）

2018年
- 逆転オセロニア（ヘルヴィナ）
- モンスターストライク（2018年 - 2023年、足利義教、奈落、フォーサー）
- 光と闇の対決 〜輪廻のFight Song〜（セブン）
- レイトン ミステリージャーニー カトリーエイルと大富豪の陰謀 DX（アンドレア・クイント、映画の女優）
- きららファンタジア（トーマス・恵美理）
- アズールレーン（コロラド）

2019年
- トリカゴ スクラップマーチ（タマキ）
- IdentityV 第五人格（夢の魔女 描かれた女-富江、夢の魔女 川上富江）
- 天華百剣 -斬-（西蓮）
- WAR OF THE VISIONS ファイナルファンタジー ブレイブエクスヴィアス 幻影戦争（ミンウ、アライア・ランダル）

2020年
- THE KING OF FIGHTERS ALLSTAR（プリティー・ブライアン）
- ワールドウィッチーズ UNITED FRONT（雁淵孝美）
- ヒーローカンターレ（エンドロシ）

2021年
- 共闘ことばRPG コトダマン（奈落）
- Fate/Grand Order（2021年 - 2022年、ガラテア）
- PARQUET（鹿御静歌）

2022年
- 東方ダンマクカグラ（八雲藍）
- 東方電幻景（八雲藍）
- BLEACH -Brave Souls-（ロカ・パラミア）

2023年
- 神之塔：NEW WORLD（エンドロシ）

2024年
- アウタープレーン（ダイアン）

2025年
- けものフレンズ3（ビャクダ）

### ドラマCD
2013年
- ハートの隠れ家 1・2・2.5（2013年 - 2016年、大島綾乃）
- プレイゾーン〜肉食彼氏と快感天使〜（女性客）

2014年
- 南鎌倉高校女子自転車部 第5巻 ドラマCD付き初回限定版
- まさかのファンタジー 全話収録ドラマCD（魔王、アール、人間の王様）

2015年
- アイドルマスター ミリオンライブ！ シリーズ（2015年 - 、豊川風花）
- 桜笑む頃、キセキ咲く（木嶋香織）

2016年
- まーぶるConfection!（乳原涼水）

2017年
- かしこまりました、デスティニー side：Butler（客・その他）
- かしこまりました、デスティニー side：Master（光）
- ブレイブウィッチーズ（雁淵孝美）
  - BD&DVD 第1巻・第6巻・特別編特典
  - 秘め歌コレクション 録り下ろしドラマCD - Vol.1&Vol.2 Amazon同時購入特典
  - 秘め歌コレクション Vol.4

2018年
- かしこまりました、デスティニー -Answer-（北御門光）

2019年
- TVアニメ「旗揚!けものみち」キャラソン＆ドラマアルバム“狂竜病は怖いよ!”（ひろゆき）

### 吹き替え
- ブログ犬 スタン（エミリー[2]）
- フロム・ダスク・ティル・ドーン ザ・シリーズ（ケイト[2])
- LAW & ORDER:UK[2]
- レジェンド・オブ・メダリオン -時空を越えた秘密の島-（2013年、アリー[2]）
- CSI:科学捜査班 シーズン13＃12、シーズン14＃5（2014年）[127][128]
- ナース・ジャッキーシーズン6（2014年）
- マチェーテ・キルズ（2014年、サルタナ捜査官〈ジェシカ・アルバ〉、セレーサ[129]）
- ロードキラー デッド・スピード（2014年、ジュエル〈カーステン・プラウト〉[2]）
- チェスター動物園をつくろう(2015年、ゲイル[2])
- 凍てつく楽園〜真夏の宵の夢〜（2016年）[130]
- 祈りのちから（2016年、ダニエル・ジョーダン〈アレーナ・ピッツ〉[131]）
- インビジブル・シスター（2016年、女子生徒1[2])
- トムとジェリー すくえ！魔法の国オズ（2016年、ねずみの女王[2])
- ワールド・オブ・ウィンクス（2016年 - 、フローラ[132][133]）
- アンブレイカブル・キミー・シュミット シーズン3（2017年）
- サンタクラリータ・ダイエット（2017年 - 、アビー・ハモンド[134]）
- ジュリーのへや（2017年）
- SUPERGIRL/スーパーガール（2018年 - 、テシュマッカー[135]）
- クリスティーン（2019年、リー〈アレクサンドラ・ポール〉[136]）※ULTRA HD BD版
- みつばちマーヤの大冒険2 ハニー・ゲーム（2019年、サンドラ[137]）
- 猫のルーファスと魔法の王国（2020年、エミリー〈マデリン・キエンツ〉）

### ラジオ
※はインターネット配信。
- まるきどすえわらじお（2014年 - 2015年、YouTube※）[10]
- グリモアpresents ブレ×ブレ ラジオのようなもの（2017年 - 2025年、文化放送・超!A&G+※・AG-ON Premium※・QloveR※）[138][139]
- おねーちゃんねる（2018年 - 2019年、ニコニコ生放送※）[140]
- THE IDOLM@STER MUSIC ON THE RADIO（2019年、ニコニコ生放送※） - アシスタントパーソナリティー

### ラジオCD
- ラジオCD「だれ?らじ」Vol.6(2018年)[141] - 録り下ろしゲスト
- メルヘン・メドヘン 録り下ろしラジオCD『メルヘン・メドヘン　スペシャルラジオ』(2018年)[142] - BD第2巻 初回限定特典
- メルヘン・メドヘン 楠木ともりの見習いラジオ mp3アーカイブCD-ROM Vol.1&2(2018年 - 2019年)[142] - BD第4巻&第6巻 初回限定特典 ゲスト

### テレビ番組
※はインターネット配信。
- ブレイブソード×ブレイズソウル生放送のようなもの（2016年 - 、ニコニコ生放送※・YouTube Live※）[143][144]
- KENPROCK Festival 2017（2017年4月29日、TBSチャンネル1）[145]
- 百錬の覇王とニコ生の美声乙女（2018年、ニコニコ生放送※）[146]
- 末柄とおしゃべり（2020年 - 、ツイキャス※）[13]
- 末柄里恵チャンネル（2020年 - 、YouTube※）[14]
- 末柄・三浦のSTREAMERS集会所（2021年 - 2022年、ニコニコ生放送※）[147]

### 舞台・朗読劇
- 舞台『へなちょこビーナス』（2013年6月12日 - 16日、友部みち[148][149]）
- 賢プロダクション精鋭による朗読劇　矢違アキラ 短編集 〜「幻想の世界」〜（2021年5月4日 / 公演中止）
- Story Teller 朗読・看板のない洋菓子店（2021年6月13日、倉橋茗子）
- PEADPIA「しろな：リスタート！」（2022年2月26日 - 27日、西園寺あおい[150]）

### 映像商品
- THE IDOLM@STER MILLION LIVE! Live Blu-ray（2015年 - 2022年）
  - 2ndLIVE ENJOY H@RMONY!! Day2[151]
  - 3rdLIVE TOUR BELIEVE MY DRE@M!! 04@OSAKA【DAY2】[152]
  - 4thLIVE TH@NK YOU for SMILE! COMPLETE THE@TER[153]
  - 4thLIVE 【DAY3】[154]
  - EXTRA LIVE MEG@TON VOICE![155] - 「THE@TER GENERATION 11 UNION!!」 同梱
  - THE IDOLM@STER 765 MILLIONSTARS HOTCHPOTCH FESTIV@L!! 【DAY2】[156]
  - 5thLIVE BRAND NEW PERFORM@NCE!!! COMPLETE THE@TER[157]
  - 5thLIVE 【DAY1】[158]
  - 6thLIVE TOUR UNI-ON@IR!!!! Angel STATION@SENDAI[159]
  - 6thLIVE TOUR UNI-ON@IR!!!! SPECIAL COMPLETE THE@TER[160]
  - THE IDOLM@STER MILLION LIVE! 7thLIVE Q@MP FLYER!!! Reburn LIVE Blu-ray DAY2[161][162][163]
  - THE IDOLM＠STER MILLION LIVE! 8thLIVE Twelw@ve LIVE Blu-ray DAY2（2022年）[164][165]
  - THE IDOLM@STER M@STERS OF IDOL WORLD!!!!! 2023 Blu-ray PERFECT BOX!!!!!（2023年）[166]
  - THE IDOLM@STER MILLION LIVE! 9thLIVE ChoruSp@rkle!! LIVE Blu-ray DAY1（2024年）[167][168]
- 「ブレイブウィッチーズ」エンディング・テーマ コレクション DVD付き限定盤（2016年）[169] - キャスト対談
- KENPROCK Festival 2017 LIVE Blu-ray（2017年）[170]
- 愛美とはるかの2年A組青春アクティ部! FANDISK 4（2018年）[171]
- 百錬の覇王とニコ生の美声乙女 ダイジェスト（2018年）[172] - BD&DVD第2巻 - 第4巻 特典映像
- メルヘン・メドヘン ニコニコ生放送特番映像（2018年）[142] - BD第1巻、第3巻、第5巻 初回限定特典
- メルヘン・メドヘン キャストバラエティ映像 『もうひとつの“ヘクセンナハト”』Part1 - 6（2018年 - 2019年）[142] - BD第1巻 - 第6巻 映像特典
- Tokyo 7th シスターズ Live Blu-ray（2019年 - 2020年）
  - t7s 4th Anniversary Live -FES!! AND YOUR LIGHT- in Makuhari Messe[173]
  - t7s 5th Anniversary Live -SEASON OF LOVE- in Makuhari Messe[174]
- 合同フェス
  - バンダイナムコエンターテインメントフェスティバル 2days LIVE Blu-ray（2020年、アイドルマスター 765ミリオンスターズ、アイドルマスター ミリオンライブ！(4 Luxury)として出演）[175]

### その他コンテンツ
- Trignalのキラキラ☆ビートRフェスタ in東京 2014 AUTUMN 夜の部（2014年、コーナー 天の声）[176]
- 世界の果ての通学路（2015年、ボイスオーバー）[177]
- 『ヘイル、シーザー!』 web CM（2016年）[178]
- 『アイドリッシュセブン』 MUSIC VIDEO ANIMATION ＃6 TRIGGER 「DAYBREAK INTERLUDE」（2017年、街の人たち[179][180]）
- 今日のあきらさん。明日のかつゆきさん。 紙芝居風DVD いしねこさんとこにくまさん 〜十二支のおはなし〜（2018年、福の巫女[181]）
- フェリシアの“お兄様CD”（2018年、フェリシア[182]） - TVアニメ『百錬の覇王と聖約の戦乙女』 BD&DVD第3巻 特典CD
- 『メルヘン・メドヘン』 オーディオドラマ（2018年、土御門静[183]） - 小説第4巻限定版
- スーパーマーケットチェーン・ヤオコー 「ハレの市」 テーマソング歌唱（2019年）[184]
- スニッカーズ×アイドルマスター ミリオンライブ! シアターデイズ コラボ ボイス付きリプライ（2019年、豊川風花[185]）
- 「Spotted Flower」ボイスコミック（非オタクな奥様[186]）
- パチンコ『Pフィーバー アイドルマスター ミリオンライブ!』（2021年、豊川風花[187]）
- パチスロ『パチスロ アイドルマスター ミリオンライブ!』（2021年、豊川風花[188]）

## ディスコグラフィ

### キャラクターソング
| 発売日   | 商品名 | 歌 | 楽曲                                                                                              | 備考                                                                   |
| 2013年   | 2013年 | 2013年 | 2013年                                                                                            | 2013年                                                                 |
| -------- | --- | --- | ------------------------------------------------------------------------------------------------- | ---------------------------------------------------------------------- |
| 4月24日  | THE IDOLM@STER LIVE THE@TER PERFORMANCE 01 Thank You!                                                                            | 765 MILLIONSTARS | 「Thank You!」                                                                                    | ゲーム『アイドルマスター ミリオンライブ！』テーマソング                |
| 4月24日  | THE IDOLM@STER LIVE THE@TER PERFORMANCE 01 Thank You!                                                                            | 765THEATER ALLSTARS | 「Thank You!」                                                                                    | ゲーム『アイドルマスター ミリオンライブ！』テーマソング                |
| 6月26日  | THE IDOLM@STER LIVE THE@TER PERFORMANCE 03                                                                                       | 豊川風花（末柄里恵） | 「オレンジの空の下」                                                                              | ゲーム『アイドルマスター ミリオンライブ！』関連曲                      |
| 6月26日  | THE IDOLM@STER LIVE THE@TER PERFORMANCE 03                                                                                       | 我那覇響（沼倉愛美）、春日未来（山崎はるか）、豊川風花（末柄里恵）、望月杏奈（夏川椎菜）、横山奈緒（渡部優衣） | 「PRETTY DREAMER」                                                                                | ゲーム『アイドルマスター ミリオンライブ！』関連曲                      |
| 2014年   | | |                                                                                                   |                                                                        |
| 9月24日  | THE IDOLM@STER LIVE THE@TER HARMONY 04                                                                                           | エターナルハーモニー | 「Eternal Harmony」 「Welcome!!」                                                                 | ゲーム『アイドルマスター ミリオンライブ！』関連曲                      |
| 9月24日  | THE IDOLM@STER LIVE THE@TER HARMONY 04                                                                                           | 豊川風花（末柄里恵） | 「bitter sweet」                                                                                  | ゲーム『アイドルマスター ミリオンライブ！』関連曲                      |
| 2015年   | | |                                                                                                   |                                                                        |
| 9月30日  | THE IDOLM@STER LIVE THE@TER DREAMERS 01 Dreaming!                                                                                | MILLION ALLSTARS | 「Welcome!!」                                                                                     | ゲーム『アイドルマスター ミリオンライブ！』関連曲                      |
| 2016年   | | |                                                                                                   |                                                                        |
| 1月27日  | THE IDOLM@STER LIVE THE@TER DREAMERS 05                                                                                          | 木下ひなた（田村奈央）、四条貴音（原由実）、豊川風花（末柄里恵）、野々原茜（小笠原早紀）、双海亜美（下田麻美）、松田亜利沙（村川梨衣）、三浦あずさ（たかはし智秋）、百瀬莉緒（山口立花子）、横山奈緒（渡部優衣）、ロコ（中村温姫） | 「Dreaming!」                                                                                     | ゲーム『アイドルマスター ミリオンライブ！』関連曲                      |
| 1月27日  | THE IDOLM@STER LIVE THE@TER DREAMERS 05                                                                                          | 四条貴音（原由実）、豊川風花（末柄里恵） | 「秘密のメモリーズ」                                                                              | ゲーム『アイドルマスター ミリオンライブ！』関連曲                      |
| 1月30日  | THE IDOLM@STER LIVE THE@TER SOLO COLLECTION Vo.03 Visual Edition                                                                 | 豊川風花（末柄里恵） | 「PRETTY DREAMER」                                                                                | ゲーム『アイドルマスター ミリオンライブ！』関連曲                      |
| 8月14日  | まーぶるConfection! | まーぶるConfection! | 「Sweet★Girlish★Love!」                                                                           | ドラマCD『まーぶるConfection!』関連曲                                  |
| 12月21日 | TVアニメ「ブレイブウィッチーズ」エンディング・テーマ コレクション「Little Wing 〜Spirit of LINDBERG〜」                          | 雁淵ひかり（加隈亜衣）、雁淵孝美（末柄里恵） | 「LITTLE WING 〜Spirit of LINDBERG〜」                                                            | テレビアニメ『ブレイブウィッチーズ』エンディングテーマ                 |
| 12月21日 | TVアニメ「ブレイブウィッチーズ」エンディング・テーマ コレクション「Little Wing 〜Spirit of LINDBERG〜」                          | 雁淵孝美（末柄里恵）、雁淵ひかり（加隈亜衣） | 「LITTLE WING 〜Spirit of LINDBERG〜」                                                            | テレビアニメ『ブレイブウィッチーズ』エンディングテーマ                 |
| 12月21日 | TVアニメ「ブレイブウィッチーズ」エンディング・テーマ コレクション「Little Wing 〜Spirit of LINDBERG〜」                          | グンドュラ・ラル（佐藤利奈）、雁淵孝美（末柄里恵）、雁淵ひかり（加隈亜衣） | 「LITTLE WING 〜Spirit of LINDBERG〜」                                                            | テレビアニメ『ブレイブウィッチーズ』エンディングテーマ                 |
| 12月21日 | TVアニメ「ブレイブウィッチーズ」エンディング・テーマ コレクション「Little Wing 〜Spirit of LINDBERG〜」                          | 雁淵孝美（末柄里恵）、管野直枝（村川梨衣）、ニッカ・エドワーディン・カタヤイネン（高森奈津美）、ヴァルトルート・クルピンスキー（石田嘉代）、アレクサンドラ・イワーノヴナ・ポクルイーシキン（原由実）、ジョーゼット・ルマール（照井春佳）、下原定子（水谷麻鈴）、エディータ・ロスマン（五十嵐裕美）、グンドュラ・ラル（佐藤利奈）                         | 「LITTLE WING 〜Spirit of LINDBERG〜」                                                            | テレビアニメ『ブレイブウィッチーズ』エンディングテーマ                 |
| 12月21日 | TVアニメ「ブレイブウィッチーズ」エンディング・テーマ コレクション「Little Wing 〜Spirit of LINDBERG〜」                          | 雁淵ひかり（加隈亜衣）、雁淵孝美（末柄里恵）、管野直枝（村川梨衣）、ニッカ・エドワーディン・カタヤイネン（高森奈津美）、ヴァルトルート・クルピンスキー（石田嘉代）、アレクサンドラ・イワーノヴナ・ポクルイーシキン（原由実）、ジョーゼット・ルマール（照井春佳）、下原定子（水谷麻鈴）、エディータ・ロスマン（五十嵐裕美）、グンドュラ・ラル（佐藤利奈） | 「LITTLE WING 〜Spirit of LINDBERG〜」                                                            | テレビアニメ『ブレイブウィッチーズ』エンディングテーマ                 |
| 2017年   | | |                                                                                                   |                                                                        |
| 2月15日  | THE IDOLM@STER LIVE THE@TER FORWARD 03 Starlight Melody                                                                          | ジェミニ | 「永遠の花」                                                                                      | ゲーム『アイドルマスター ミリオンライブ！』関連曲                      |
| 2月15日  | THE IDOLM@STER LIVE THE@TER FORWARD 03 Starlight Melody                                                                          | Starlight Melody | 「Starry Melody」                                                                                 | ゲーム『アイドルマスター ミリオンライブ！』関連曲                      |
| 3月8日   | ブレイブウィッチーズ秘め歌コレクションVol.1                                                                                      | 雁淵ひかり（加隈亜衣）、雁淵孝美（末柄里恵） | 「カラフルライフ」 「ブレイブ・ハート」                                                           | テレビアニメ『ブレイブウィッチーズ』関連曲                             |
| 3月8日   | ブレイブウィッチーズ秘め歌コレクションVol.1                                                                                      | 雁淵孝美（末柄里恵） | 「protect you」 「LITTLE WING 〜Spirit of LINDBERG〜」                                            | テレビアニメ『ブレイブウィッチーズ』関連曲                             |
| 3月9日   | THE IDOLM@STER LIVE THE@TER SOLO COLLECTION 04 Starlight Theater                                                                 | 豊川風花（末柄里恵） | 「秘密のメモリーズ」                                                                              | ゲーム『アイドルマスター ミリオンライブ！』関連曲                      |
| 7月26日  | THE IDOLM@STER MILLION THE@TER GENERATION 01 Brand New Theater!                                                                  | 765 MILLION ALLSTARS | 「Brand New Theater!」                                                                            | ゲーム『アイドルマスター ミリオンライブ！ シアターデイズ』テーマソング |
| 7月26日  | THE IDOLM@STER MILLION THE@TER GENERATION 01 Brand New Theater!                                                                  | 765 MILLION ALLSTARS | 「Dreaming!」                                                                                     | ゲーム『アイドルマスター ミリオンライブ！ シアターデイズ』関連曲       |
| 8月23日  | THE IDOLM@STER MILLION LIVE! M@STER SPARKLE 01                                                                                   | 豊川風花（末柄里恵） | 「祈りの羽根」                                                                                    | ゲーム『アイドルマスター ミリオンライブ！ シアターデイズ』関連曲       |
| 12月27日 | THE IDOLM@STER MILLION THE@TER GENERATION 03 エンジェルスターズ                                                                  | エンジェルスターズ | 「Brand New Theater!」                                                                            | ゲーム『アイドルマスター ミリオンライブ！ シアターデイズ』関連曲       |
| 2018年   | | |                                                                                                   |                                                                        |
| 3月28日  | フィギュアヘッズ オリジナル・サウンドトラック                                                                                    | フリーダ（田澤茉純）、サロメ（末柄里恵） | 「HARDATTACK」                                                                                    | ゲーム『フィギュアヘッズ』関連曲                                       |
| 4月4日   | THE IDOLM@STER MILLION LIVE! M@STER SPARKLE 08                                                                                   | 765 MILLION ALLSTARS | 「Brand New Theater!」                                                                            | ゲーム『アイドルマスター ミリオンライブ！ シアターデイズ』関連曲       |
| 6月1日   | THE IDOLM@STER LIVE THE@TER SOLO COLLECTION 06 エンジェルスターズ                                                                | 豊川風花（末柄里恵） | 「永遠の花」                                                                                      | ゲーム『アイドルマスター ミリオンライブ！』関連曲                      |
| 6月27日  | THE IDOLM@STER MILLION THE@TER GENERATION 09 4 Luxury                                                                            | 4 Luxury | 「花ざかりWeekend✿」 「RED ZONE」                                                                 | ゲーム『アイドルマスター ミリオンライブ！ シアターデイズ』関連曲       |
| 7月4日   | ワールドウィッチーズシリーズ10周年記念アルバム ストライクウィッチーズ＆ブレイブウィッチーズ 45ソングス（リミックス＆リアレンジ） | 雁淵ひかり（加隈亜衣）、雁淵孝美（末柄里恵）、管野直枝（村川梨衣）、ニッカ・エドワーディン・カタヤイネン（高森奈津美）、ヴァルトルート・クルピンスキー（石田嘉代）、アレクサンドラ・イワーノヴナ・ポクルイーシキン（原由実）、ジョーゼット・ルマール（照井春佳）、下原定子（水谷麻鈴）、エディータ・ロスマン（五十嵐裕美）、グンドュラ・ラル（佐藤利奈） | 「LITTLE WING 〜Spirit of LINDBERG〜 Vol.12」                                                     | テレビアニメ『ブレイブウィッチーズ』エンディングテーマ                 |
| 7月4日   | ワールドウィッチーズシリーズ10周年記念アルバム ストライクウィッチーズ＆ブレイブウィッチーズ 45ソングス（リミックス＆リアレンジ） | 雁淵ひかり（加隈亜衣）、雁淵孝美（末柄里恵） | 「カラフルライフ」 「ブレイブ・ハート」                                                           | テレビアニメ『ブレイブウィッチーズ』関連曲                             |
| 8月22日  | Wish me luck!!!! | 大空遥（優木かな）、比嘉かなた（宮下早紀）、トーマス・紅愛（種﨑敦美）、トーマス・恵美理（末柄里恵） | 「Wish me luck!!!!」                                                                              | テレビアニメ『はるかなレシーブ』エンディングテーマ                     |
| 8月28日  | ラブ★ライク・ア・クローバーヾ（。ゝω・。）ノ♡                                                                                    | バールのようなもの（末柄里恵） | 「ラブ★ライク・ア・クローバーヾ（。ゝω・。）ノ♡」                                                 | ラジオ『グリモアpresents ブレ×ブレ ラジオのようなもの』テーマソング    |
| 8月29日  | THE IDOLM@STER MILLION THE@TER GENERATION 11 UNION!!                                                                             | 765 MILLION ALLSTARS | 「UNION!!」 「Welcome!!」                                                                         | ゲーム『アイドルマスター ミリオンライブ！ シアターデイズ』関連曲       |
| 9月19日  | 百錬の覇王と聖約の戦乙女 Blu-ray&DVD 第1巻 特典CD                                                                                | フェリシア（末柄里恵）、ジークルーネ（伊達朱里紗）、イングリット（河瀬茉希）、リネーア（高尾奏音） | 「世界中が恋をする夜」                                                                            | テレビアニメ『百錬の覇王と聖約の戦乙女』関連曲                         |
| 9月19日  | 百錬の覇王と聖約の戦乙女 Blu-ray&DVD 第1巻 特典CD                                                                                | フェリシア（末柄里恵） | 「フェリシアの祈り」                                                                              | テレビアニメ『百錬の覇王と聖約の戦乙女』関連曲                         |
| 9月26日  | THE IDOLM@STER THE@TER BOOST 01                                                                                                  | 高坂海美（上田麗奈）、所恵美（藤井ゆきよ）、高山紗代子（駒形友梨）、豊川風花（末柄里恵）、横山奈緒（渡部優衣） | 「ビッグバンズバリボー!!!!!」 「DIAMOND DAYS」                                                    | ゲーム『アイドルマスター ミリオンライブ！ シアターデイズ』関連曲       |
| 10月3日  | SHOW TIME | CASQUETTE'S | 「SHOW TIME」 「マスカレード・ナイト」                                                            | ゲーム『Tokyo 7th シスターズ』関連曲                                   |
| 12月21日 | はるかなレシーブ BD・DVD第4巻特典CD                                                                                              | トーマス・恵美理（末柄里恵） | 「ここからふたりは」                                                                              | テレビアニメ『はるかなレシーブ』関連曲                                 |
| 2019年   | | |                                                                                                   |                                                                        |
| 1月9日   | ワールドウィッチーズシリーズ10周年記念 秘め歌コレクション特別版 Vol.4 扶桑皇国海軍篇                                             | 宮藤芳佳（福圓美里）、竹井醇子（浅野真澄）、雁淵孝美（末柄里恵） | 「Glow my heart」                                                                                 | 『ワールドウィッチーズ』シリーズ関連曲                                 |
| 1月30日  | トリカゴ スクラップマーチ UNIT1 スクラップ・マーチング！                                                                         | Bits & Pieces | 「スクラップ・マーチング！」                                                                      | ゲーム『トリカゴ スクラップマーチ』テーマソング                        |
| 1月30日  | トリカゴ スクラップマーチ UNIT1 スクラップ・マーチング！                                                                         | Bits & Pieces | 「がらくた・とれじゃあ」                                                                          | ゲーム『トリカゴ スクラップマーチ』関連曲                              |
| 2月27日  | はるかなレシーブ BD・DVD第6巻特典CD                                                                                              | 大空遥（優木かな）、比嘉かなた（宮下早紀）、トーマス・紅愛（種﨑敦美）、トーマス・恵美理（末柄里恵）、大城あかり（木村千咲） | 「ツナガル」                                                                                      | テレビアニメ『はるかなレシーブ』関連曲                                 |
| 2月27日  | はるかなレシーブ BD・DVD第6巻特典CD                                                                                              | トーマス・恵美理（末柄里恵） | 「Wish me luck!!!!」                                                                              | テレビアニメ『はるかなレシーブ』関連曲                                 |
| 4月26日  | THE IDOLM@STER THE@TER SOLO COLLECTION 07 ANGEL STARS                                                                            | 豊川風花（末柄里恵） | 「花ざかりWeekend✿」                                                                              | ゲーム『アイドルマスター ミリオンライブ！ シアターデイズ』関連曲       |
| 7月24日  | THE IDOLM@STER MILLION THE@TER WAVE 01 Flyers!!!                                                                                 | 765 MILLION ALLSTARS | 「Flyers!!!」                                                                                     | ゲーム『アイドルマスター ミリオンライブ！ シアターデイズ』関連曲       |
| 7月24日  | THE IDOLM@STER MILLION THE@TER WAVE 01 Flyers!!!                                                                                 | 豊川風花（末柄里恵）、馬場このみ（高橋未奈美）、百瀬莉緒（山口立花子）、桜守歌織（香里有佐）、二階堂千鶴（野村香菜子） | 「White Vows」                                                                                    | ゲーム『アイドルマスター ミリオンライブ！ シアターデイズ』関連曲       |
| 12月4日  | マイ・グラデイション/SCARLET | CASQUETTE'S | 「SCARLET」                                                                                       | ゲーム『Tokyo 7th シスターズ』関連曲                                   |
| 2020年   | | |                                                                                                   |                                                                        |
| 8月26日  | THE IDOLM@STER MILLION THE@TER WAVE 10 Glow Map                                                                                  | 765 MILLION ALLSTARS | 「Glow Map」                                                                                      | ゲーム『アイドルマスター ミリオンライブ！ シアターデイズ』関連曲       |
| 2021年   | | |                                                                                                   |                                                                        |
| 4月7日   | ワールドウィッチーズ発進しますっ！ 第502統合戦闘航空団発進しますっ！                                                             | 雁淵ひかり（加隈亜衣）、雁淵孝美（末柄里恵） | 「Awesome days!」                                                                                 | テレビアニメ『ワールドウィッチーズ発進しますっ！』エンディングテーマ   |
| 4月7日   | ワールドウィッチーズ発進しますっ！ 第502統合戦闘航空団発進しますっ！                                                             | 第502統合戦闘航空団 | 「Awesome days!」                                                                                 | テレビアニメ『ワールドウィッチーズ発進しますっ！』エンディングテーマ   |
| 5月22日  | THE IDOLM@STER LIVE THE@TER SOLO COLLECTION 08 Angel Stars                                                                       | 豊川風花（末柄里恵） | 「White Vows」                                                                                    | ゲーム『アイドルマスター ミリオンライブ！ シアターデイズ』関連曲       |
| 7月21日  | 百華繚乱 参 | 西蓮（末柄里恵）、鳴狐（下屋則子）、星月夜正宗（松井恵理子） | 「水着」                                                                                          | ゲーム『天華百剣 -斬-』関連曲                                          |
| 7月28日  | THE IDOLM@STER MILLION THE@TER SEASON Harmony 4 You                                                                              | 765 MILLION ALLSTARS | 「Harmony 4 You」                                                                                 | ゲーム『アイドルマスター ミリオンライブ！ シアターデイズ』関連曲       |
| 7月28日  | THE IDOLM@STER MILLION THE@TER SEASON Harmony 4 You                                                                              | エンジェルスターズ | 「EVERYDAY STARS!!」                                                                              | ゲーム『アイドルマスター ミリオンライブ！ シアターデイズ』関連曲       |
| 12月15日 | THE IDOLM@STER MILLION THE@TER WAVE 15 chicAAmor                                                                                 | chicAAmor | 「深紅のパシオン」 「Paradox of LOVE」                                                            | ゲーム『アイドルマスター ミリオンライブ！ シアターデイズ』関連曲       |
| 2022年   | | |                                                                                                   |                                                                        |
| 2月12日  | THE IDOLM@STER LIVE THE@TER SOLO COLLECTION 09 Angel Stars                                                                       | 豊川風花（末柄里恵） | 「深紅のパシオン」                                                                                | ゲーム『アイドルマスター ミリオンライブ！ シアターデイズ』関連曲       |
| 3月24日  | THE IDOLM@STER MILLION LIVE! M@STER SPARKLE2 05                                                                                  | 豊川風花（末柄里恵） | 「裏表深層心理」                                                                                  | ゲーム『アイドルマスター ミリオンライブ！ シアターデイズ』関連曲       |
| 5月24日  | HOLY QUEEN | CASQUETTE'S | 「HOLY QUEEN」                                                                                    | ゲーム『Tokyo 7th シスターズ』関連曲                                   |
| 7月27日  | THE IDOLM@STER MILLION THE@TER SEASON 夢にかけるRainbow                                                                          | 765 MILLION ALLSTARS | 「夢にかけるRainbow」                                                                             | ゲーム『アイドルマスター ミリオンライブ！ シアターデイズ』関連曲       |
| 7月27日  | THE IDOLM@STER MILLION THE@TER SEASON 夢にかけるRainbow                                                                          | エンジェルスターズ | 「夢にかけるRainbow」                                                                             | ゲーム『アイドルマスター ミリオンライブ！ シアターデイズ』関連曲       |
| 10月26日 | THE IDOLM@STER MILLION THE@TER SEASON SHADE OF SPADE                                                                             | SHADE OF SPADE | 「ESPADA」 「Harmony 4 You」                                                                      | ゲーム『アイドルマスター ミリオンライブ！ シアターデイズ』関連曲       |
| 10月26日 | THE IDOLM@STER MILLION THE@TER SEASON SHADE OF SPADE                                                                             | 白石紬（南早紀）、我那覇響（沼倉愛美）、豊川風花（末柄里恵）、野々原茜（小笠原早紀） | 「KING of SPADE」                                                                                 | ゲーム『アイドルマスター ミリオンライブ！ シアターデイズ』関連曲       |
| 11月26日 | アイドルマスター ミリオンライブ！ Blooming Clover 第12巻限定版 オリジナルCD                                                      | 豊川風花（末柄里恵）、真壁瑞希（阿部里果） | 「MEGARE!(M@STER VERSION)」                                                                       | 漫画『アイドルマスター ミリオンライブ！ Blooming Clover』関連曲        |
| 12月14日 | THE IDOLM@STER MILLION THE@TER VARIETY 02                                                                                        | 765 MILLION ALLSTARS | 「Brand New Theater! 〜Brand New Year Ver.〜」                                                    | ゲーム『アイドルマスター ミリオンライブ！ シアターデイズ』関連曲       |
| 2023年   | | |                                                                                                   |                                                                        |
| 1月14日  | THE IDOLM@STER LIVE THE@TER SOLO COLLECTION 11 Angel Stars                                                                       | 豊川風花（末柄里恵） | 「ビッグバンズバリボー!!!!!」                                                                     | ゲーム『アイドルマスター ミリオンライブ！ シアターデイズ』関連曲       |
| 2月22日  | THE IDOLM@STER MILLION THE@TER SEASON FINAL                                                                                      | 篠宮可憐（近藤唯）、双海真美（下田麻美）、四条貴音（原由実）、エミリー スチュアート（郁原ゆう）、豊川風花（末柄里恵） | 「Like twinkling STARS」                                                                          | ゲーム『アイドルマスター ミリオンライブ！ シアターデイズ』関連曲       |
| 3月23日  | THE IDOLM@STER 765 MILLION ALLSTARS BEST                                                                                         | 765 MILLION ALLSTARS | 「Thank You!（765 MILLION ALLSTARS ver.）」 「夢にかけるRainbow（Brand New Ver.）」 「Crossing!」 | ゲーム『アイドルマスター ミリオンライブ！ シアターデイズ』関連曲       |
| 3月23日  | THE IDOLM@STER LIVE THE@TER BEST                                                                                                 | Starlight Melody | 「Starry Melody（Brand New Ver.）」                                                               | ゲーム『アイドルマスター ミリオンライブ！ シアターデイズ』関連曲       |
| 4月22日  | THE IDOLM@STER LIVE THE@TER SOLO COLLECTION 12 Angel Stars                                                                       | 豊川風花（末柄里恵） | 「RED ZONE」                                                                                      | ゲーム『アイドルマスター ミリオンライブ！ シアターデイズ』関連曲       |
| 7月26日  | THE IDOLM@STER MILLION LIVE! グッドサイン                                                                                        | 765 MILLION ALLSTARS | 「グッドサイン」                                                                                  | ゲーム『アイドルマスター ミリオンライブ！ シアターデイズ』関連曲       |
| 7月26日  | THE IDOLM@STER MILLION LIVE! グッドサイン                                                                                        | エンジェルスターズ | 「グッドサイン」                                                                                  | ゲーム『アイドルマスター ミリオンライブ！ シアターデイズ』関連曲       |
| 8月23日  | THE IDOLM@STER MILLION ANIMATION THE@TER『Rat A Tat!!!』                                                                         | MILLIONSTARS | 「Rat A Tat!!!」                                                                                  | テレビアニメ『アイドルマスター ミリオンライブ！』オープニングテーマ    |
| 8月23日  | THE IDOLM@STER MILLION ANIMATION THE@TER『Rat A Tat!!!』                                                                         | MILLIONSTARS | 「セブンカウント」                                                                                | テレビアニメ『アイドルマスター ミリオンライブ！』イメージソング        |
| 9月27日  | THE IDOLM@STER MILLION THE@TER VARIETY 04                                                                                        | 三浦あずさ（たかはし智秋）、二階堂千鶴（野村香菜子）、四条貴音（原由実）、北上麗花（平山笑美）、豊川風花（末柄里恵） | 「カンパリーナ♡」                                                                                 | ゲーム『アイドルマスター ミリオンライブ！ シアターデイズ』関連曲       |
| 10月25日 | THE IDOLM@STER MILLION ANIMATION THE@TER MILLIONSTARS Team3rd『オレンジノキオク』                                                | MILLIONSTARS Team3rd | 「オレンジノキオク」                                                                              | テレビアニメ『アイドルマスター ミリオンライブ！』挿入歌                |
| 2024年   | | |                                                                                                   |                                                                        |
| 2月21日  | THE IDOLM@STER MILLION ANIMATION THE@TER START THE DREAM                                                                         | 豊川風花（末柄里恵）、望月杏奈（夏川椎菜）、横山奈緒（渡部優衣） | 「Sentimental Venus」                                                                             | テレビアニメ『アイドルマスター ミリオンライブ！』挿入歌                |
| 2月21日  | THE IDOLM@STER MILLION ANIMATION THE@TER START THE DREAM                                                                         | MILLIONSTARS | 「REFRAIN REL@TION」 「Brand New Theater!」                                                       | テレビアニメ『アイドルマスター ミリオンライブ！』挿入歌                |
| 2月21日  | THE IDOLM@STER MILLION ANIMATION THE@TER START THE DREAM                                                                         | MILLIONSTARS | 「Thank You!（Acoustic ver.）」                                                                   | テレビアニメ『アイドルマスター ミリオンライブ！』挿入歌                |
| 2月23日  | アイドルマスター ミリオンライブ！ BD 特装版第2巻 特典CD                                                                          | MILLIONSTARS Team3rd | 「Rat A Tat!!!」                                                                                  | テレビアニメ『アイドルマスター ミリオンライブ！』関連曲                |
| 2月24日  | THE IDOLM@STER LIVE THE@TER SOLO COLLECTION 「REFRAIN REL@TION」 Angel Stars                                                     | 豊川風花（末柄里恵） | 「REFRAIN REL@TION」                                                                              | テレビアニメ『アイドルマスター ミリオンライブ！』関連曲                |
| 3月27日  | THE IDOLM@STER MILLION C@STING 03 ミステイク・マーダー！                                                                         | 田中琴葉（種田梨沙）、豊川風花（末柄里恵）、春日未来（山崎はるか）、北沢志保（雨宮天）、七尾百合子（伊藤美来） | 「ミステイク・マーダー！」                                                                        | ゲーム『アイドルマスター ミリオンライブ！ シアターデイズ』関連曲       |
| 6月26日  | THE IDOLM@STER MILLION MOVEMENT OF STARDOM ROAD 01 アイドルステアウェイ                                                          | 周防桃子（渡部恵子）、高坂海美（上田麗奈）、徳川まつり（諏訪彩花）、豊川風花（末柄里恵） | 「アイドルステアウェイ」                                                                          | ゲーム『アイドルマスター ミリオンライブ！ シアターデイズ』関連曲       |
| 7⽉31⽇  | THE IDOLM@STER MILLION LIVE! 7Days A Week!!                                                                                      | 765 MILLION ALLSTARS | 「7Days A Week!!」 「DIAMOND DAYS」                                                               | ゲーム『アイドルマスター ミリオンライブ！ シアターデイズ』関連曲       |
| 7⽉31⽇  | THE IDOLM@STER MILLION LIVE! 7Days A Week!!                                                                                      | 田中琴葉（種田梨沙）、豊川風花（末柄里恵）、春日未来（山崎はるか）、北沢志保（雨宮天）、七尾百合子（伊藤美来） | 「DIAMOND DAYS」                                                                                  | ゲーム『アイドルマスター ミリオンライブ！ シアターデイズ』関連曲       |
| 7⽉31⽇  | THE IDOLM@STER LIVE THE@TER SOLO COLLECTION 「DIAMOND DAYS」 ANGEL STARS                                                         | 豊川風花（末柄里恵） | 「DIAMOND DAYS」                                                                                  | ゲーム『アイドルマスター ミリオンライブ！ シアターデイズ』関連曲       |
| 2025年   | | |                                                                                                   |                                                                        |
| 2月26日  | THE IDOLM@STER MILLION THE@TER VARIETY 06                                                                                        | 豊川風花（末柄里恵）、七尾百合子（伊藤美来） | 「Pomegranate （豊川風花・七尾百合子 Ver.）」                                                     | ゲーム『アイドルマスター ミリオンライブ！ シアターデイズ』関連曲       |

### その他参加楽曲
| 発売日         | 商品名                                                                   | 歌 | 楽曲                                   | 備考                                                                                      |
| -------------- | ------------------------------------------------------------------------ | --- | -------------------------------------- | ----------------------------------------------------------------------------------------- |
| 2014年12月5日  | Make it through world!                                                   | まるきどすえわら | 「Make it through world!」             |                                                                                           |
| 2016年5月28日  | ゆめいろ                                                                 | まるきどすえわら | 「ゆめいろ」                           |                                                                                           |
| 2016年11月3日  | Promise                                                                  | まるきどすえわら | 「Promise」                            |                                                                                           |
| 2016年12月31日 | まきすわデュエットCD「YOU/○書いてsearch on the WORLD」                   | 古城門志帆、末柄里恵 | 「YOU」                                |                                                                                           |
| 2017年3月11日  | KENPROCK Festival 2017 Special Song CD                                   | 浅利遼太、小松昌平、畠中祐、濱健人、増元拓也、益山武明、逢田梨香子、稲川英里、北原沙弥香、古城門志帆、末柄里恵、藤田茜、内海賢太郎 | 「song of K.E.N.P.R.O.〜社歌〜」       | 『KENPROCK Festival 2017』関連曲                                                          |
| 2017年11月19日 | My KiSs to★                                                              | まるきどすえわら | 「My KiSs to★」                        |                                                                                           |
| 2018年9月4日   | -                                                                        | 末柄里恵 | 「Fallen」                             | カラオケ『LIVE DAM STADIUM あにそんボーカル』配信曲                                       |
| 2018年11月21日 | THE IDOLM@STER 765 MILLIONSTARS HOTCHPOTCH FESTIV@L!! LIVE CD            | 高橋未奈美、山口立花子、末柄里恵、香里有佐 | 「おとなのはじまり」                   | ライブイベント『THE IDOLM@STER 765 MILLIONSTARS HOTCHPOTCH FESTIV@L!!』歌唱曲             |
| 2019年4月17日  | THE IDOLM@STER MILLION LIVE! 5thLIVE BRAND NEW PERFORM@NCE!!! LIVE音源CD | 山崎はるか、木戸衣吹、郁原ゆう、中村温姫、末柄里恵 | 「Marionetteは眠らない」               | ライブイベント『THE IDOLM@STER MILLION LIVE! 5thLIVE BRAND NEW PERFORM@NCE!!!』歌唱曲     |
| 2019年7月3日   | t7s 4th Anniversary Live -FES!! AND YOUR LIGHT- in Makuhari Messe        | 末柄里恵、優木かな、大地葉、齋藤綾 | 「SHOW TIME」 「マスカレード・ナイト」 | ライブイベント『t7s 4th Anniversary Live -FES!! AND YOUR LIGHT- in Makuhari Messe』歌唱曲 |
| 2019年7月3日   | t7s 4th Anniversary Live -FES!! AND YOUR LIGHT- in Makuhari Messe        | 篠田みなみ、高田憂希、加隈亜衣、中島唯、井澤詩織、清水彩香、道井悠、今井麻夏、中村桜、高井舞香、桑原由気、吉井彩実、藤田茜、植田ひかる、野村麻衣子、広瀬ゆうき、山本彩乃、巽悠衣子、山崎エリイ、田中美海、長縄まりあ、吉岡茉祐、山下まみ、秋奈、末柄里恵、優木かな、大地葉、齋藤綾 | 「スタートライン」                     | ライブイベント『t7s 4th Anniversary Live -FES!! AND YOUR LIGHT- in Makuhari Messe』歌唱曲 |